# Mistr Litoměřického oltáře
Mistr Litoměřického oltáře (* okolo 1470? – 16. století?) byl anonymní český malíř, činný na počátku 16. století na přelomu pozdní gotiky a renesance. Jeho nejznámějšími díly jsou Litoměřický oltář a nástěnné malby v kapli svatého Václava v katedrále svatého Víta v Praze. Malíř patřil k nejvýznačnějším umělcům, kteří působili na královském dvoře Vladislava Jagellonského v Praze. Je mu dnes připisována řada obrazů pro církevní i světské hodnostáře, a to jak katolické, tak utrakvistické. Je nepochybné, že měl pomocníky, kteří tvořili jeho dílnu.

## Život a dílo

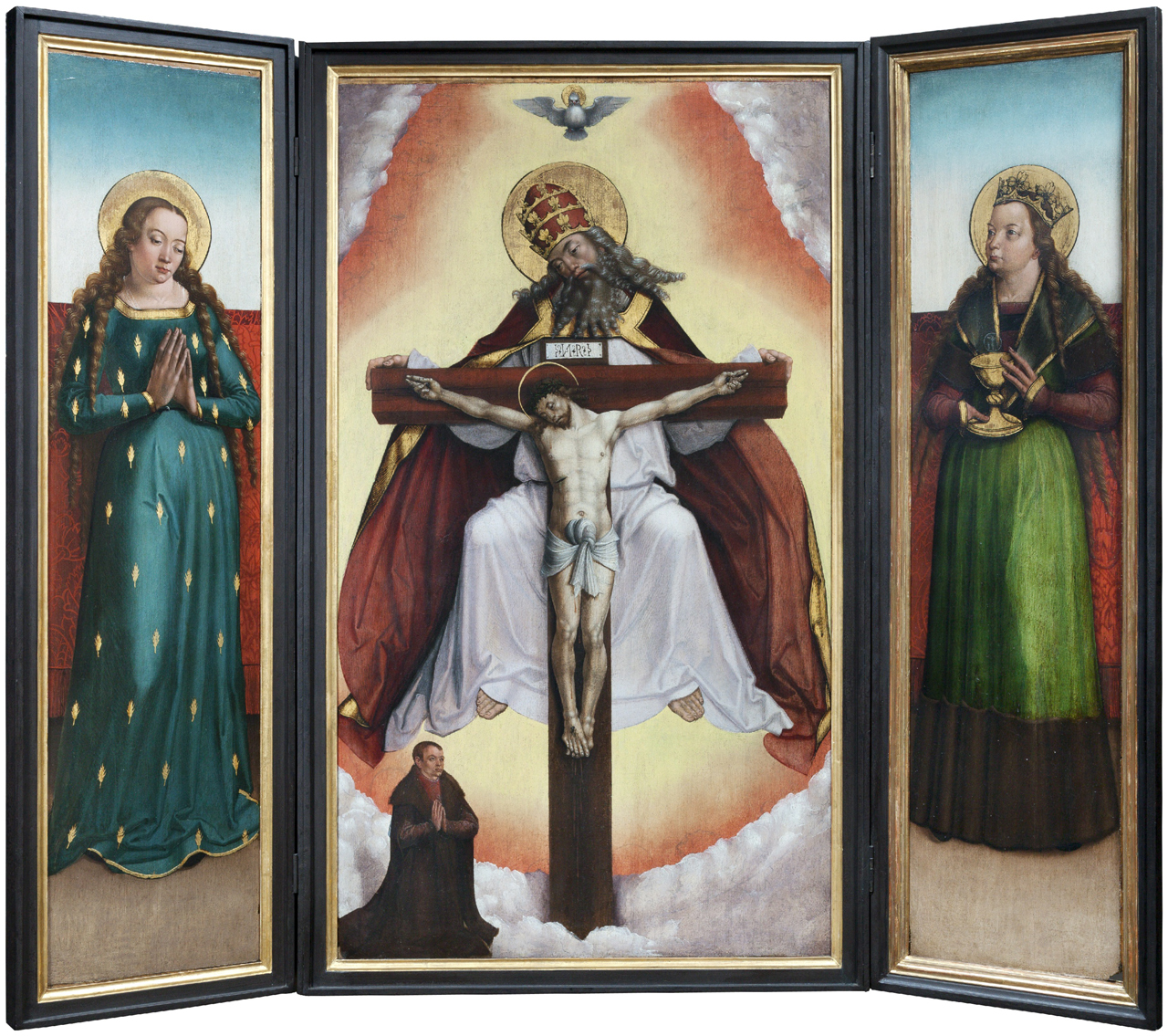
Oltář s Nejsvětější Trojicí, Mistr Litoměřického oltáře, Národní galerie v Praze

Nedochovaly se žádné písemné doklady, které by umožnily zjistit identitu tohoto malíře. Existovaly pokusy ztotožnit ho s malířem Hansem Elfelderem, který do roku 1508 působil jako dvorní malíř krále Vladislava Jagellonského, tyto hypotézy však nejsou průkazné. Předpokládá se, že se narodil kolem roku 1470. Není jistý ani jeho původ. Podle starší literatury pocházel z Čech a školením prošel u Mistra Křivoklátského oltáře. Než se osamostatnil, krátce před rokem 1500, podnikl studijní cestu do dolnorakouského Podunají, kde se seznámil s tvorbou Ruelanda Frueaufa a Jörga Breue, jejichž podněty využil při své další práci. Vliv na něj měl i Albrecht Dürer. Mladší dějepis umění se přiklání k teorii, že malíř přišel do Čech již jako hotový umělec, zřejmě z jižního Německa nebo z Podunají.
Litoměřický oltář vznikl pravděpodobně kolem roku 1505. Původně se jednalo o pětidílné oltářní retabulum o osmi křídlových deskách, kterých se dochovalo šest, z toho dvě oboustranně malované. O existenci oltáře v některém z litoměřických kostelů do roku 1633 neexistují žádné písemné doklady. Byly vysloveny tři teorie o jeho původu. Podle první byl původně určen pro litoměřický děkanský kostel. Jeho presbytář je však pro rozměrnou archu těsný. Podle druhé hypotézy objednal oltář pro kapitulní chrám svatého Štěpána jeho probošt Jan z Vartenberka. Měl být novým vybavením tohoto chrámu, který byl znovu vysvěcen v roce 1493. Třetí teorie vychází ze zprávy, že v roce 1633 věnoval královský rychtář Jiří Vilém Herold ze Stodu děkanskému kostelu různé zařízení, ostatky a také oltářní obrazy, na nichž jsou znázorněny pašije. Herold měl přátelské vztahy s premonstrátským klášterem v Praze na Strahově, kde jsou uloženy další obrazy Mistra Litoměřického oltáře. Není vyloučeno, že oltář byl původně umístěn tam. Heroldem darovaný oltář byl v děkanském kostele už roku 1671 nahrazen novým. Obrazy, nazývané dnes Litoměřickým oltářem se ve 2. polovině 19. století nalézaly v litoměřickém radničním sále jako majetek města. Od roku 1956 jsou vystaveny v Severočeské galerii výtvarného umění v Litoměřicích.
Z Litoměřického oltáře se dochovaly následující části:
- Kristus na Hoře olivetské[12]
- Bičování Krista
- Korunování Krista trním
- Ukřižování Krista
- Oboustranné oltářní křídlo. Na vnější straně Navštívení Panny Marie, na vnitřní Kristus před Annášem.
- Oboustranné oltářní křídlo. Na vnější straně Narození Krista, na vnitřní Nesení kříže.

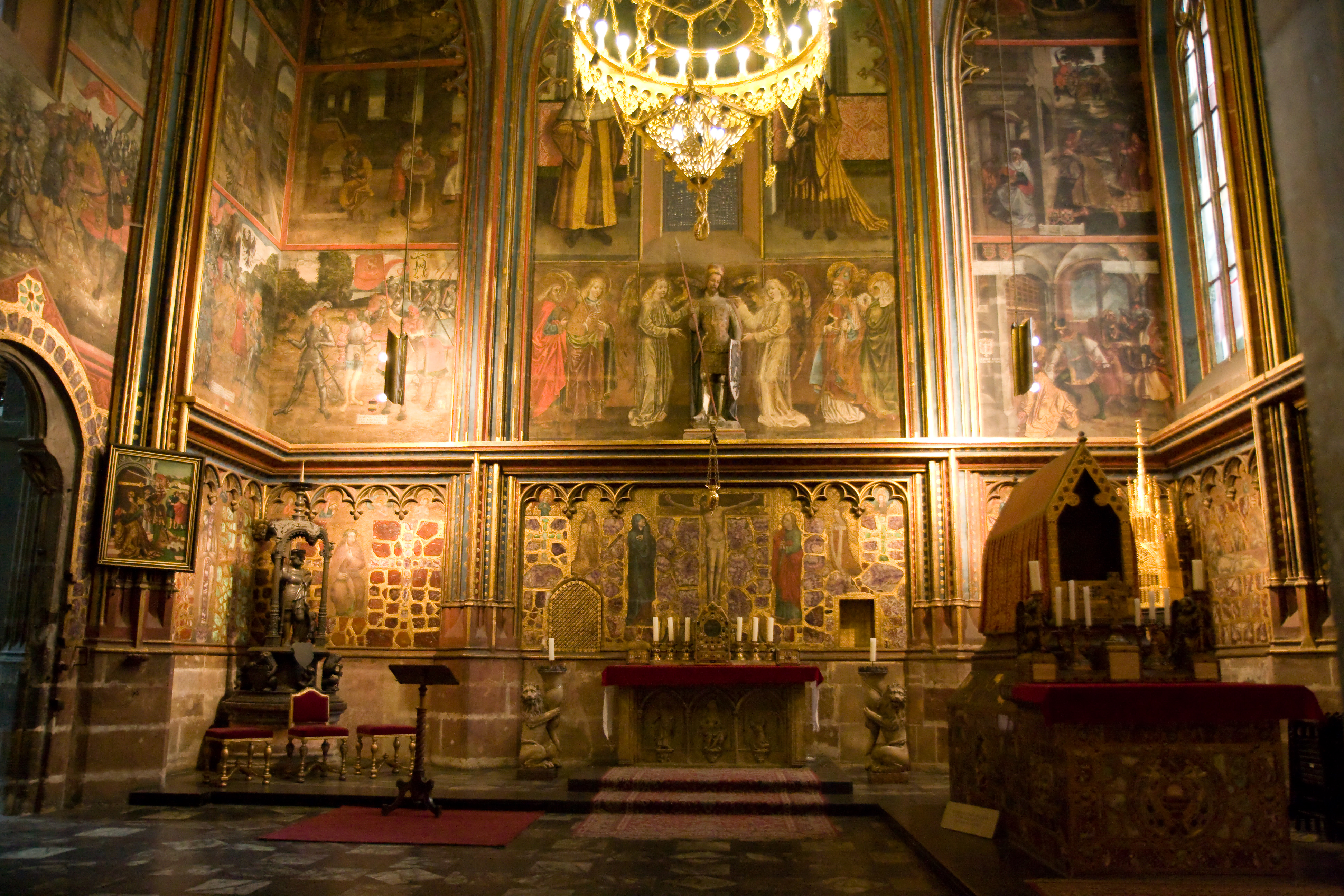
Malířská výzdoba Svatováclavské kaple, 1509

V roce 1506 začal Mistr litoměřického oltáře se svou dílnou pracovat na výzdobě kaple svatého Václava v katedrále svatého Víta na Pražském hradě. Časově to souviselo s přípravou korunovace syna Vladislava Jagellonského Ludvíka českým králem. Programem výzdoby bylo zobrazení svatováclavské legendy. Iniciátory díla a autory koncepce celého cyklu byli zřejmě zemský kancléř Albrecht z Kolovrat a pražský a litoměřický probošt Jan z Vartenberka. Monumentální cyklus obsahuje celkem 36 scén, které zachycují různé části svatováclavské legendy. Svatý Václav je mj. znázorněn, jak přijíždí na říšský sněm, jak mu císař předává rámě svatého Víta, jak kácí sekerou šibenici, jak je zavražděn, jak jeho služebník Podiven v lázni zabíjí Václavova vraha. Dílem Mistra Litoměřického oltáře je rovněž dvojportrét Karla IV. a jeho manželky Alžběty Pomořanské, stejně jako portrét manželů Vladislava Jagellonského a Anny z Foix. Jagellonský královský pár je umístěn nad Parléřovou plastikou svatého Václava. V roce 1612 přemaloval výzdobu Mistra Litoměřického oltáře a jeho dílny Alexius z Květné. Tato přemalba byla na počátku 60. let 20. století sejmuta a původní dílo Mistra Litoměřického oltáře bylo v letech 1960–1965 obnoveno.
Mistr Litoměřického oltáře je autorem prvního moderního portrétu na českém území. V roce 1506 namaloval podobiznu zemského kancléře Albrechta z Kolovrat. Obraz je součástí soukromé sbírky v Německu. Pouze z kopie je známý votivní obraz pro Jana z Vartenberka z doby před rokem 1508.
Kolem roku 1510 vznikl tzv. Strahovský triptych, na němž se podílel dílenský tovaryš. Na střední desce je zobrazeno Navštívení Panny Marie, na levém křídle Narození Krista a Útěk do Egypta. Na protějším křídle bylo zobrazeno Vraždění neviňátek (dnes v soukromé sbírce A. Bordiu, Madrid) a zřejmě i Obřezání Krista.
Z doby po roce 1510 pochází oltářní Oltář s Nejsvětější Trojicí. Pod Nejsvětější Trojicí na střední desce je portrét donátora, pravděpodobně rovněž Albrechta z Kolovrat. Heraldicky vpravo je zobrazena Panna Maria v ikonografickém znázornění Madony klasové – na jejím plášti jsou klasy, symbolizující Boží pole, které není třeba osévat. Heraldicky vlevo je postava svaté Barbory. Mistr Litoměřického oltáře je ještě autorem Oltářních křídel z Týnského chrámu, nesoucích postavy světic svaté Kateřiny a svaté Barbory v nadživotní velikosti (Národní galerie v Praze).
Svatokateřinský oltář byl zřejmě objednán pro klášterní kostel sv. Kateřiny na Novém Městě pražském přibližně v letech 1518-1522. Z křídlového oltáře se dochovaly tři původně oboustranně malované desky, z nichž dvě byly druhotně podélně rozříznuty. Nyní se nachází 4 obrazy ve sbírce (Národní galerie v Praze a dva v soukromé sbírce G. Schäfera v německu.
Svatokateřinský oltář:
- Oboustranně malovaná deska: Čtoucí sv. Kateřina / Umučení sv. Kateřiny, Národní galerie v Praze
- Sv. Kateřina před císařem Maxentiem, Národní galerie v Praze
- Pohřeb sv. Kateřiny, Národní galerie v Praze
- Ješitnost sv. Kateřiny, soukr. sbírka G. Schäfera, Veste Coburg, Schweinfurt
- Sv. Kateřina na návštěvě u poustevníka, soukr. sbírka G. Schäfera, Veste Coburg, Schweinfurt

Během restaurování obrazu Svaté Anny s Marií a Ježíškem ze sbírek Národní galerie v Praze bylo v roce 2013 zjištěno, že se rovněž jedná o dílo Mistra Litoměřického oltáře.

## Galerie

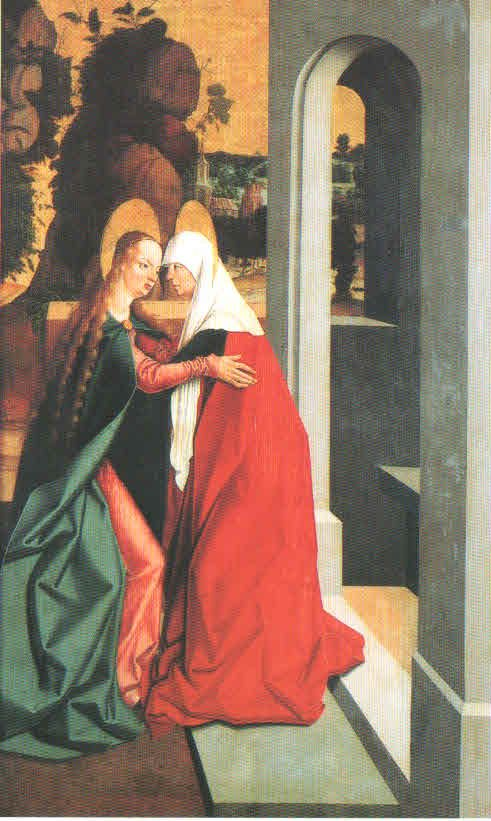
Navštívení Panny Marie, kolem 1505, 147,5 x 96 cm, Severočeská galerie výtvarného umění v Litoměřicích
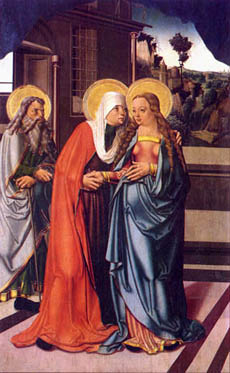
Navštívení Panny Marie, kolem 1510, Strahovský klášter
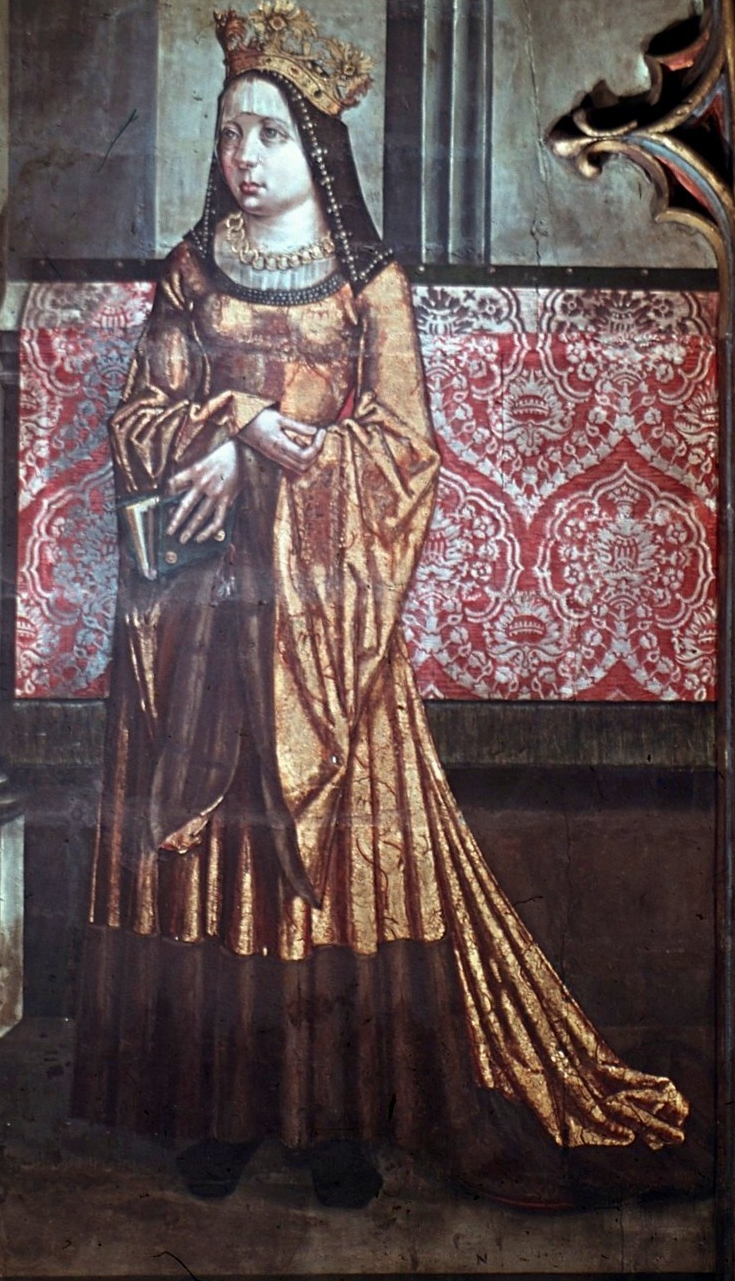
Anna z Foix ve Svatováclavské kapli, 1509
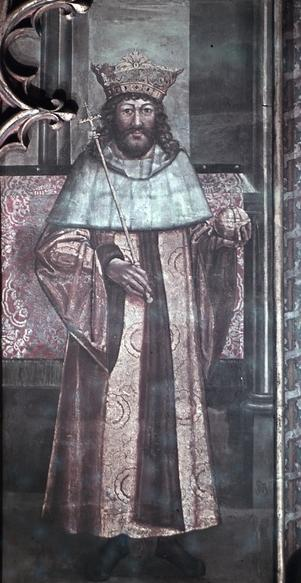
Vladislav Jagellonský ve Svatováclavské kapli, 1509